# 島根県立西部総合福祉センター
島根県立西部総合福祉センター（しまねけんりつ せいぶそうごうふくしセンター）は、島根県浜田市野原町にある島根県の複合施設。愛称はいわみーる。

## 概要
島根県西部の福祉・情報化・生涯学習の拠点施設として整備された。視聴覚に障がいのある方への情報提供や相談受付などを行う「島根県西部視聴覚障害者情報センター」、福祉の職場で働きたい方への情報提供や福祉の職場で働く方のための研修などを行う「島根県福祉人材センター」、養成研修や学習情報の提供、放送大学コーナーにおける体験学習等を行う「島根県立西部社会教育研修センター」、高齢者のリーダー養成などを行う「シマネスクくにびき学園西部校」などを有する。また研修室や体育室などもあり、一般への貸し出しも行われている。
施設内は視覚障害者のための音声誘導システムの設置や段差の解消など、障害者や高齢者に配慮した造りとなっている。
指定管理者制度により、浜田ビルメンテナンスが管理･運営を行っている。

## 施設

### 1階
- 事務室
- 展示ホール
- 研修室（101、102）
- 体育室
- しまね西部若者サポートステーション
- 実習棟
  - 園芸実習室
  - 陶芸実習室
- 長寿社会モデル住宅

### 2階
- 島根県西部視聴覚障害者情報センター
- 島根県社会福祉協議会 石見支所
- 浜田公証人役場
- くにびき学園学生交流サロン
- 島根県障がい者就労事業振興センター
- 会議室1
- 聴覚障害者情報ライブラリー

### 3階
- 和室
- 調理実習室
- 視聴覚室
- 研修室（301、302）
- 島根県立西部社会教育研修センター
- 放送大学コーナー

### 4階
- 研修室（401、402、403）
- 会議室2
- 視聴覚研修室
- しまね縁結びサポートセンター

## 交通アクセス
- 石見交通大学線「いわみーる」バス停で下車。